# Четиридесет и четвърти конгрес на Македонската патриотична организация
Четиридесет и четвъртият конгрес на Македонските патриотични организации (МПО) се провежда от 4 до 7 септември 1965 година в Торонто, Онтарио, Канада. Представени са 23 секции на МПО с 40 делегати, а гости на конгреса са финансовият министър на Канада Уолтър Гордон и кметът на Торонто Филипс Гивенс. Приветствия до конгреса изпращат премиера на областта Онтарио Джон Робъртс, Иван Михайлов, хърватските емигрантски дружества в САЩ, Канада, Австралия и Южна Америка. На втория ден от дейността на конгреса се провежда заседание на младежките секции на МПО, а техен председател е Ник Николов. Приема се да се определи по един представител от всяка секция на МПО, който да се грижи за увеличаване броя на членовете на младежките секции.  Чрез специална декларация организацията чества 1100-та годишнина от покръстването на българите. Конституира се ЦК на МПО в състав Петър Ацев (председател), Христо Анастасов и Благой Марков (подпредседатели), Борислав Иванов (секретар). Почетни членове на ЦК на МПО стават Методи Чанев (председател), а Георги Николов и Васил Михайлов (членове).
На конгреса за първи път се пускат направени съюзни значки и членски карти за членуващите в МПО. Събират се дарения за издаването на третия том от спомените на Иван Михайлов, като се събират 5600 долара.